# Kanton Rueil-Malmaison
Der Kanton Rueil-Malmaison ist seit 1964 ein französischer Wahlkreis im Arrondissement Nanterre, im Département Hauts-de-Seine und in der Region Île-de-France.
Der Kanton Rueil-Malmaison ist identisch mit der Gemeinde Rueil-Malmaison.

## Bevölkerungsentwicklung
| 1990   | 1999   | 2008   | 2014   |
| ------ | ------ | ------ | ------ |
| 43 814 | 49 911 | 52 892 | 79 204 |